# Contheyla
Contheyla is een geslacht van vlinders van de familie slakrupsvlinders (Limacodidae).

## Soorten
- C. brunnea Swinhoe, 1904
- C. celaena West, 1932
- C. daula West, 1932
- C. ekeikei Bethune-Baker, 1904
- C. eupena West, 1932
- C. lola Swinhoe, 1904
- C. melanosticta Hampson, 1892
- C. pratti Bethune-Baker, 1904
- C. propexa (Swinhoe, 1889)
- C. rotunda Hampson, 1903
- C. tenuis Hering, 1931
- C. vestita Walker, 1865